# Durian (Sei Balai)
Durian is een bestuurslaag in het regentschap Batu Bara van de provincie Noord-Sumatra, Indonesië. Durian telt 2165 inwoners (volkstelling 2010).